# Chrístos Konstantinídis
Chrístos Konstantinídis (en grec : Χρήστος Κωνσταντινίδης), né en 1945, est un éditeur, traducteur et militant anarchiste grec. Il participe activement à radicaliser les universités athéniennes sous la dictature des colonels (1967-1974) et s'implique particulièrement lors du soulèvement de l'université polytechnique d'Athènes (1973), événement lançant le début de la chute des colonels.
Il est généralement considéré comme l'un des premiers liens entre les mouvements estudiantin et anarchiste grecs et occupe une place importante dans la renaissance de l'anarchisme en Grèce. 

## Biographie
Chrístos Konstantinídis naît en 1945. Il s'engage dans le combat politique pendant la dictature des colonels (1967-1974), après s'être formé au militantisme à Paris. En 1971, il fonde la Bibliothèque Internationale (Διεθνής Βιβλιοθήκη), qui devient rapidement la librairie de rassemblement du mouvement anarchiste et anti-autoritaire athénien,. À travers sa librairie, il parvient à faire passer des textes de Goldman, Bakounine, Kropotkine, mais aussi des textes plus récents, comme des textes situationnistes,. La société du spectacle (1967) de Guy Debord est l'un des livres qu'il parvient à traduire et transmettre clandestinement, selon un certain nombre de témoignages recensés par Nicholas Apoifis, qui reviennent souvent sur ce livre. 
Avec Nikos Balis, il participe à radicaliser les étudiantes et étudiants,. Rapidement, dans ce cercle naissant d'anarchistes, il fonde le premier groupe anarchiste au sein des universités grecques,. En février 1973, d'abord, il lance l'occupation de la faculté de droit d'Athènes.
Il prend un rôle central lors du soulèvement de l'université polytechnique d'Athènes, notamment en permettant la publication des tracts et publications du mouvement. Il participe et encourage l'action centrale du soulèvement, en occupant la faculté d'Athènes avec son groupe, le 14 novembre 1973, et en soutenant avec force le fait que l'occupation devrait se maintenir dans le temps, ce qui est finalement adopté. Lors de cette Assemblée générale, il fait adopter la motion suivante, avec son groupe:

« L’assemblée autonome des travailleurs située dans les locaux de l’École polytechnique appelle les ouvriers à occuper les lieux de production et à créer des comités d’usine et de grève dans le but ultime de créer des conseils ouvriers. Le programme minimum des conseils ouvriers est la destruction du travail salarié, de l’État, du capitalisme et de la politique. »

Avec ses camarades, il taggue aussi l'université en écrivant : « À bas l'État ! », « Les patriotes sont des connards ! » et « À bas le salariat ! »,. La banderole du groupe, qui dit « À bas l'État ! À bas le Capital ! À bas l'Autorité ! » occupe l'entrée de l'université polytechnique d'Athènes pendant les premiers jours de l'occupation, jusqu'à ce que des militants communistes la retirent et que les tanks de la dictature n'entrent de force dans l'enceinte de l'université. Il passe ensuite en clandestinité, car il est activement recherché par la police mais est arrêté après trois mois de cavale. Il est alors emprisonné sans charges pendant dix jours.  
Konstantinídis s'oppose aux tentatives de récupération politique du mouvement, notamment par le Parti communiste de Grèce (KKE). Après la chute de la junte et la progression de la Metapolítefsi, c'est à dire la transition de la Grèce vers une démocratie libérale, il est arrêté de nouveau. Il est par exemple arrêté, puis acquitté, pour avoir prétendument attaqué la police à la sortie du tribunal où Rolf Pohle (en), un membre de la Fraction armée rouge (FRA) est en train de voir son extradition vers l'Allemagne accordée par la Grèce. Il est aussi arrêté en 1977 pour d'autres charges, avec six autres personnes trouvées et battues par la police chez lui, mais Konstantinídis est de nouveau acquitté. 
En 1975, il publie et traduit aussi de la littérature anarchiste anti-communiste, comme Écoute, Marxiste ! de Murray Bookchin. Plus tard, l'éditeur prend aussi en charge la publication du journal anarchiste grec Pezodromio avec Balis,. Konstantinídis s'occupe ensuite de la librairie anarchiste La Rose Noire (Μαύρο Ρόδο).

## Postérité
Konstantinídis est l'une des figures célèbres du mouvement anarchiste grec ; il est fréquemment mentionné par les témoignages concernant ces milieux. Militant dans les années 1970, il est généralement considéré comme l'un des premiers liens entre le mouvement estudiantin et anarchiste grecs et occupe une place importante dans la renaissance de l'anarchisme en Grèce.